# Axinella verrucosa
Axinella verrucosa är en svampdjursart som först beskrevs av Eugen Johann Christoph Esper 1794.  Axinella verrucosa ingår i släktet Axinella och familjen Axinellidae. Inga underarter finns listade i Catalogue of Life.

## Bildgalleri

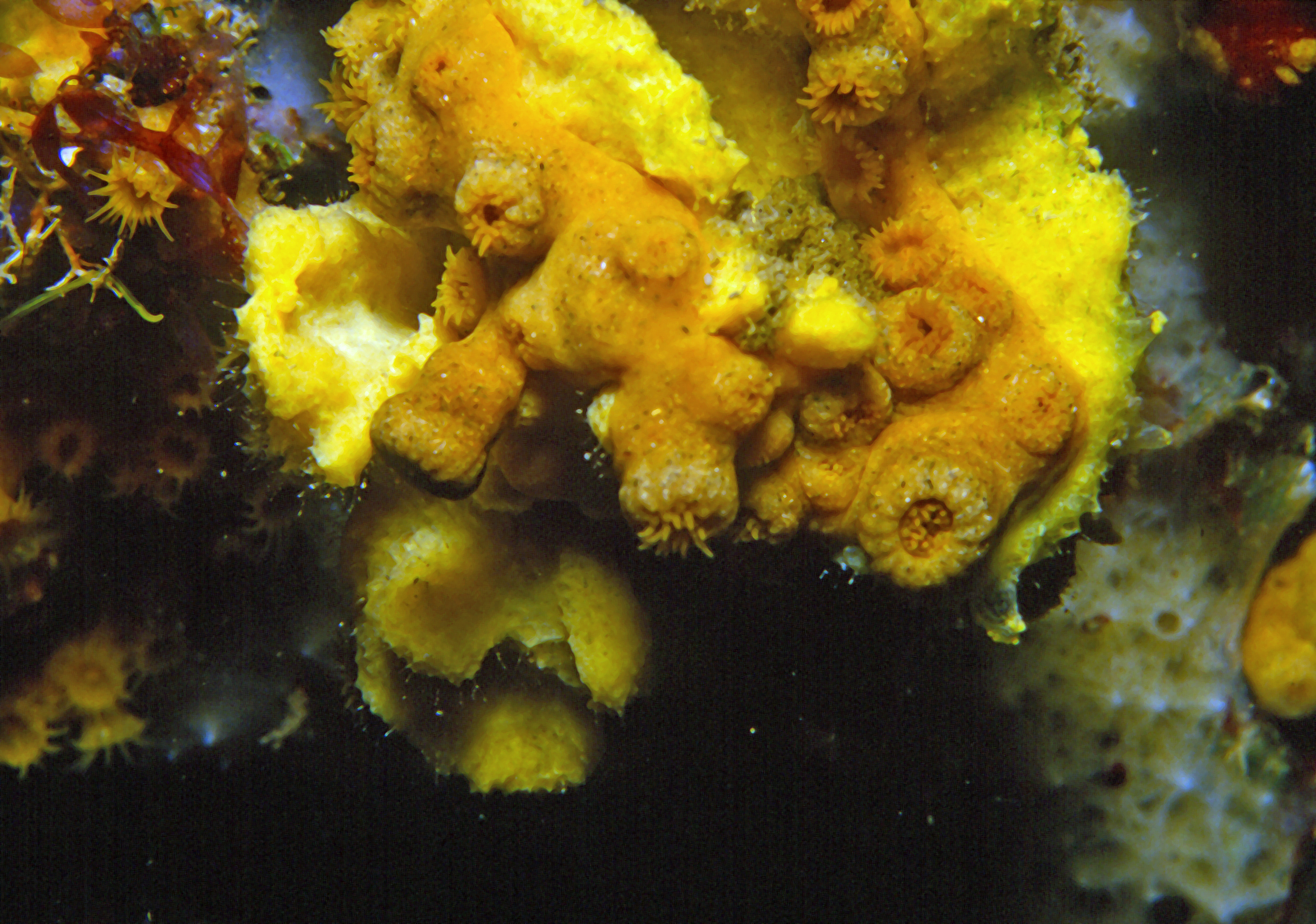
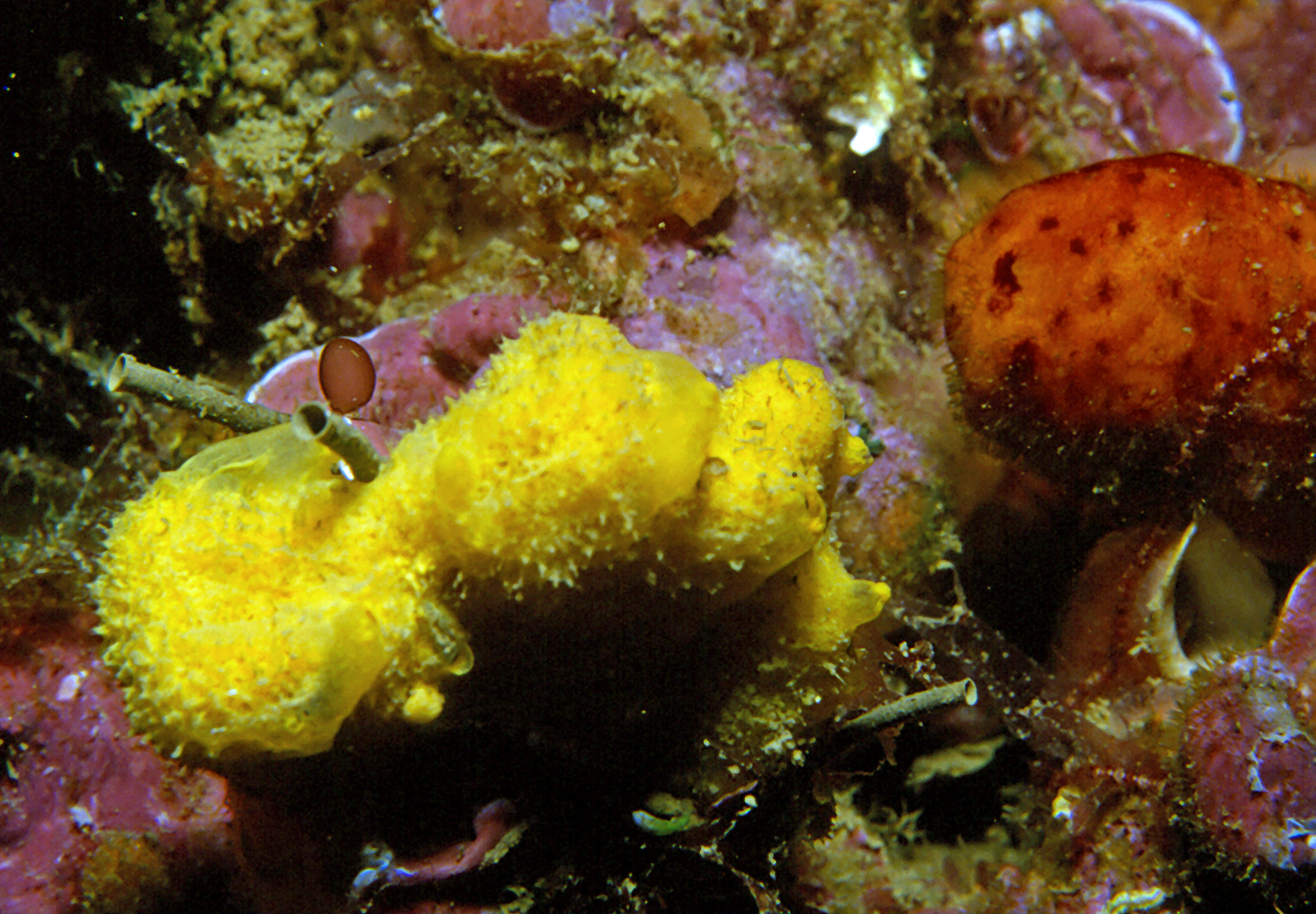
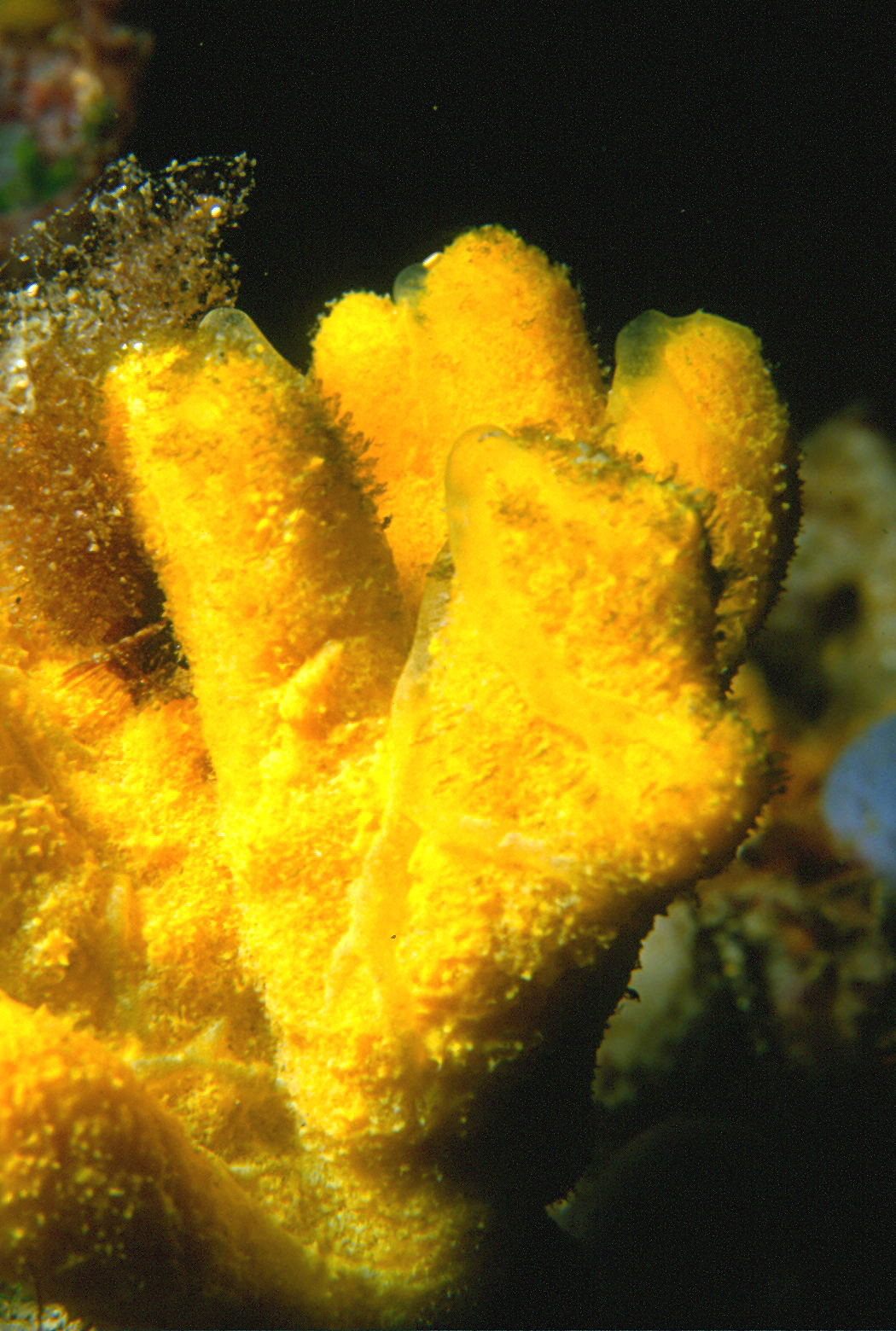